# Campionato africano maschile di pallacanestro 1992
Il 16º Campionato Africano Maschile di Pallacanestro FIBA si è svolto dal 28 dicembre 1992 all'8 gennaio 1993 al Cairo in Egitto. Il torneo è stato vinto dall'Angola.
I Campionati africani maschili di pallacanestro sono una manifestazione biennale tra le squadre nazionali del continente, organizzata dalla FIBA Africa, all'epoca AFABA.
Questa edizione si è svolta a tre anni di distanza dalla precedente ed è terminata nello stesso anno della 17ª iniziata a settembre in Kenya.

## Squadre partecipanti
| Gruppo A                                                       | Gruppo B                                                    |
| -------------------------------------------------------------- | ----------------------------------------------------------- |
| - Algeria - Camerun - Costa d'Avorio - Egitto - Mali - Nigeria | - Angola - Marocco - Rep. Centrafricana - Senegal - Tunisia |

## Classifica finale
| Pos | Squadra            | V-P |
| --- | ------------------ | --- |
| 1   | Angola             |     |
| 2   | Senegal            |     |
| 3   | Egitto             |     |
| 4   | Mali               |     |
| 5   | Nigeria            |     |
| 6   | Rep. Centrafricana |     |
| 7   | Tunisia            |     |
| 8   | Camerun            |     |
| 9   | Algeria            |     |
| 10  | Marocco            |     |
| 11  | Costa d'Avorio     |     |